# Медаль «За исключительные достижения»
Медаль «За исключительные достижения» (англ. NASA Exceptional Achievement Medal) — награда Национального управления США по аэронавтике и исследованию космического пространства (НАСА), утверждённая в 1991 году для гражданских членов НАСА и военных космонавтов. 
Возможная вариация названия: медаль «За исключительные заслуги» или «успехи».

## Вручается
Представленный к награде должен внести существенный вклад в развитие НАСА, характеризуемый существенными и значительными улучшениями в работе, способствующий повышению эффективности, экономии финансовых средств, развитию науки и технологии.
Среди гражданских членов НАСА, медаль «За исключительные достижения» могут получить сотрудники среднего звена или старшие администраторы НАСА, которые руководили, по крайней мере, четырьмя или пятью успешными миссиями. Космонавты и астронавты могут получить медаль после двух или трёх успешных космических полётов.